# (5693) 1993 EA
1993 إي أي (ويعرف أيضًا باسم (5693) 1993 إي أي وفق تسمية الكوكب الصغير) (بالإنجليزية: 1993 EA)‏ هو كويكب ضمن حزام الكويكبات؛ وترتيبه 5693 من حيث الاكتشاف.
اكتُشف هذا الجُرم الفلكي بواسطة سبيس واتش في 3 مارس 1993.

## وصلات خارجية
- (5693) 1993 EA في قاعدة بيانات مختبر الدفع النفاث لأجرام النظام الشمسي الصغيرة

- الاكتشاف · مخطط المدار ·  العناصر المدارية · المعلمات المادية

- (5693) 1993 EA على موقع ويكي سكاي: DSS2, SDSS, GALEX, IRAS, Hydrogen α, X-Ray, Astrophoto, Sky Map, Articles and images